# مسلم أبو وليد الشيشاني
مراد مارغوشفيلي ويُعرف أكثر باسمه المستعار مسلم أبو وليد الشيشاني (مأخوذة من المقاتل السعودي أبو وليد)، هو قائد كتيبة جنود الشام في سوريا. تمّ تحديد الشيشاني على أنه قائد جماعة مسلحة في سوريا من قبل وزارة الخارجية الأمريكية في 24 أيلول/سبتمبر من عام 2014، حيث اتهمته وزارة الخارجية ببناء قاعدة للمقاتلين الأجانب. يعود الشيشاني لدولة جورجيا لكنّ أصوله تنحدرُ من الكيست والشيشانيون الذين يعيشون في الغالب في بانكيسي.